# Quercus boyntonii
Quercus boyntonii là một loài thực vật có hoa trong họ Cử. Loài này được Beadle miêu tả khoa học đầu tiên năm 1901.

## Hình ảnh